# Camden (Karolina Północna)
Camden – jednostka osadnicza w Stanach Zjednoczonych, w stanie Karolina Północna, siedziba administracyjna hrabstwa Camden.